# Луцій Квінкцій Цинціннат (військовий трибун з консульською владою 386 року до н. е.)
Лу́цій Кві́нкцій Цинцінна́т Капітолі́н (лат. Lucius Quinctius L.f. Cincinnatus Capitolinus; ? — після 377 до н. е.) — політичний, державний і військовий діяч Римської республіки, військовий трибун з консульською владою (консулярний трибун) 386, 385 і 377 років до н. е.

## Життєпис
Походив з патриціанського роду Квінкціїв. Про його батьків немає відомостей. 
У 386 році до н. е. його було вперше обрано військовим трибуном з консульською владою разом із Марком Фурієм Каміллом, Сервієм Корнелієм Малугіненом, Квінтом Севілієм Фіденатом, Луцієм Горацієм Пулвіллом, Публієм Валерієм Потітом Публіколою. Разом із Фурієм та Валерієм Луцій Квінкцій завдав поразки гернікам під містом Анцій. У цьому ж році сприяв укладання угоди Риму з Массілією (сучасне місто Марсель).
Наступного, 385 року до н. е. вдруге став військовим трибуном з консульською владою разом з Авлом Манлієм Капітоліном, Публієм Корнелієм, Луцієм Папірієм Курсором, Гнеєм Сергієм Фіденатом Коксоном, Тітом Квінкцієм Цинціннатом Капітоліном. Тут разом із колегами з перемінним успіхом воював проти вольсків, герніків та латинян.
У 377 році до н. е. втретє його було обрано військовим трибуном з консульською владою разом з Публієм Валерієм Потітом Публіколою, Луцієм Емілієм Мамерціном, Сервієм Сульпіцієм Претекстатом, Гаєм Ветурієм Крассом Цікуріном, Гаєм Квінкцієм Цинціннатом. Цього року з перемінним успіхом воював проти вольсків та латинян. При цьому разом із колегами активно протидіяв плебеями у зрівняні прав із патриціями. 
Подальша доля Луція Квінкція Цинцінната невідома.